# Suzuki GSX-R1000

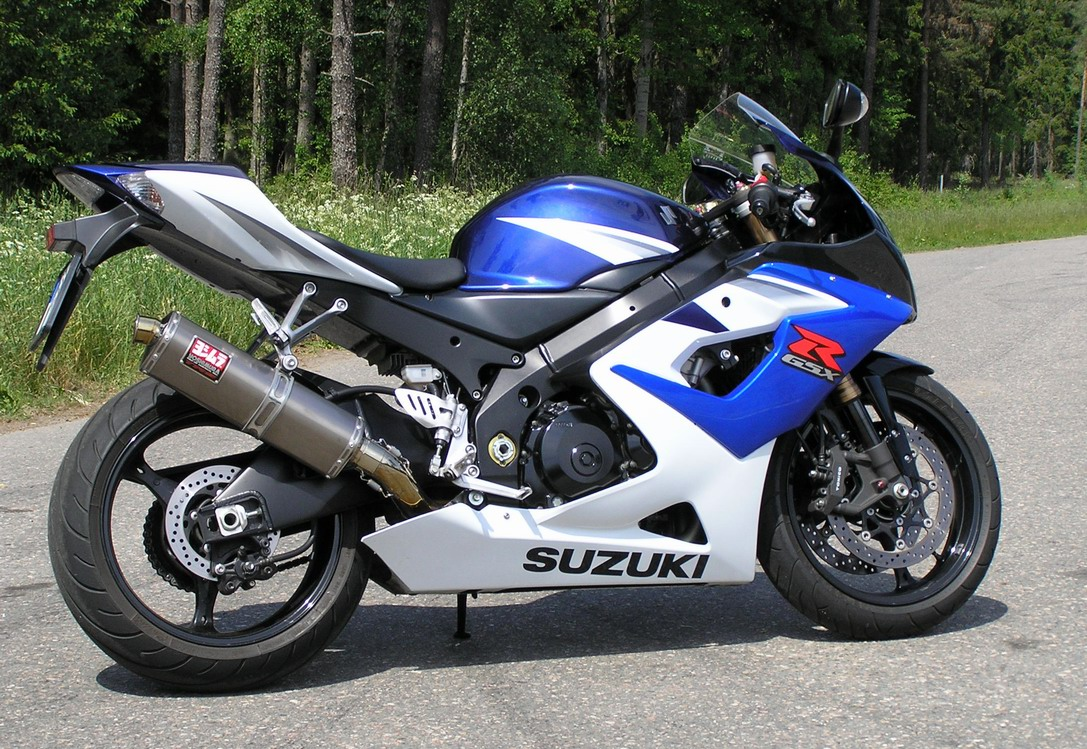

Suzuki GSX-R1000 — спортивний мотоцикл фірми Suzuki серії GSX-R. Він був випущений в 2001 році для заміни GSX-R1100 і обладнаний 4-циліндровим двигуном 999 см³.